# Roy Houghton
Roy Houghton (sinh ngày 31 tháng 3 năm 1921) là một cựu cầu thủ bóng đá người Anh thi đấu ở vị trí outside-right ở Football League cho Notts County.
Houghton có 8 lần ra sân cho Notts County trong mùa giải 1937–38. Sau những khoảng thời gian tại Grantham và Boston United, ông gia nhập Peterborough United, ghi 14 bàn trong 59 trận ở Midland League và Cúp FA.
Anh trai của ông, Eric Houghton, và anh họ, Reg Goodacre, đều là các cầu thủ bóng đá.